# Ruhana
Ruhana är ett vattendrag i Burundi.   Det ligger i provinsen Rutana, i den centrala delen av landet, 90 kilometer sydost om huvudstaden Bujumbura.
Omgivningarna runt Ruhana är huvudsakligen savann. Runt Ruhana är det ganska tätbefolkat, med 100 invånare per kvadratkilometer.